# Platymyrmilla quinquefasciata
Platymyrmilla quinquefasciata (лат.) — вид ос-немок, единственный в составе рода Platymyrmilla из подсемейства Myrmillinae.

## Описание
Палеарктика: Ближний Восток, Закавказье и Европа. У самцов 13-члениковые усики, у самок — 12-члениковые. Самка осы пробирается в чужое гнездо и откладывает яйца на личинок хозяина, которыми кормятся их собственные личинки.

## Систематика
Относится к подсемейству Myrmillinae Bischoff, 1920.
- Platymyrmilla quinquefasciata (Olivier, 1811)